# Wahlkreis Offenbach Land II
Der Wahlkreis Offenbach Land II (Wahlkreis 45) ist ein Landtagswahlkreis im hessischen Landkreis Offenbach. Der Wahlkreis umfasst die zentral im Landkreis gelegenen Städte Dietzenbach, Heusenstamm, Mühlheim am Main und Obertshausen.
Wahlberechtigt waren bei der letzten Landtagswahl 67.242 der rund 102.000 Einwohner des Wahlkreises.

## Wahl 2023
|
|}
| Gegenstand der Nachweisung | Gegenstand der Nachweisung | Erst- stimmen | Erst- stimmen | Zweit- stimmen | Zweit- stimmen |
| Bewerber                   | Partei                     | Anzahl        | %             | Anzahl         | %              |
| -------------------------- | -------------------------- | ------------- | ------------- | -------------- | -------------- |
| Wahlberechtigte            | Wahlberechtigte            | 66.476        | 66.476        | 66.476         | 66.476         |
| Wähler                     | Wähler                     | 41.653        | 41.653        | 41.653         | 62,7           |
| Ungültige Stimmen          | Ungültige Stimmen          | 680           | 1,6           | 608            | 1,5            |
| Gültige Stimmen            | Gültige Stimmen            | 40.973        | 98,4          | 41.045         | 98,5           |
| davon                      |                            |               |               |                |                |
| Christoph Mikuschek        | CDU                        | 15.342        | 37,4          | 15.315         | 37,3           |
| Lasse Felix Westphal       | GRÜNE                      | 5.621         | 13,7          | 6.041          | 14,7           |
| Halil Öztaş                | SPD                        | 7.650         | 18,7          | 5.975          | 14,6           |
| Karl Kiesler               | AfD                        | 6.768         | 16,5          | 7.031          | 17,1           |
| Kirill Steinert            | FDP                        | 1.849         | 4,5           | 2.134          | 5,2            |
| Nick Papak Amoozegar       | Die Linke                  | 820           | 2,0           | 939            | 2,3            |
| Laura Schulz               | Freie Wähler               | 2.298         | 5,6           | 1.535          | 3,7            |
|                            | Tierschutzpartei           |               |               | 697            | 1,7            |
| Helge Kuhlmann             | Die PARTEI                 | 625           | 1,5           | 315            | 0,8            |
|                            | Piraten                    |               |               | 130            | 0,3            |
|                            | ÖDP                        | 73            | 0,2           |                |                |
|                            | P. f. schulm. Verjf.       | 24            | 0,1           |                |                |
|                            | V-Partei³                  | 112           | 0,3           |                |                |
|                            | PdH                        | 44            | 0,1           |                |                |
|                            | ABG                        | 51            | 0,1           |                |                |
|                            | APPD                       | 13            | 0,0           |                |                |
|                            | Basis                      | 145           | 0,4           |                |                |
|                            | DKP                        | 28            | 0,1           |                |                |
|                            | DIE NEUE MITTE             | 17            | 0,0           |                |                |
|                            | Volt                       | 364           | 0,9           |                |                |
|                            | Klimaliste                 | 62            | 0,2           |                |                |

## Wahl 2018
| Gegenstand der Nachweisung | Gegenstand der Nachweisung | Wahlkreis- stimmen | Wahlkreis- stimmen | Landes- stimmen | Landes- stimmen |
| Kreiswahlbewerber/in       | Partei                     | Anzahl             | %                  | Anzahl          | %               |
| -------------------------- | -------------------------- | ------------------ | ------------------ | --------------- | --------------- |
| Wahlberechtigte            | Wahlberechtigte            | 67.242             | 100,0              | 67.242          | 100,0           |
| Wähler                     | Wähler                     | 45.116             | 67,1               | 45.116          | 67,1            |
| Ungültige Stimmen          | Ungültige Stimmen          | 1.092              | 2,4                | 995             | 2,2             |
| Gültige Stimmen            | Gültige Stimmen            | 44.024             | 100,0              | 44.121          | 100,0           |
| davon                      |                            |                    |                    |                 |                 |
| Ismail Tipi                | CDU                        | 15.032             | 34,1               | 12.947          | 29,3            |
| Ulrike Alex                | SPD                        | 7.681              | 17,4               | 7.281           | 16,5            |
| Frank-Peter Kaufmann       | GRÜNE                      | 7.795              | 17,7               | 8.806           | 20,0            |
| Jürgen Klei                | DIE LINKE                  | 2.110              | 4,8                | 2.434           | 5,5             |
| Ernestos Varvaroussis      | FDP                        | 2.475              | 5,6                | 3.233           | 7,3             |
| Carsten Härle              | AfD                        | 5.987              | 13,6               | 6.270           | 14,2            |
| –                          | PIRATEN                    | –                  | –                  | 168             | 0,4             |
| Laura Schulz               | FREIE WÄHLER               | 2.317              | 5,3                | 1.611           | 3,7             |
| –                          | NPD                        | –                  | –                  | 50              | 0,1             |
| Helge Kuhlmann             | Die PARTEI                 | 389                | 0,9                | 248             | 0,6             |
| –                          | ödp                        | –                  | –                  | 99              | 0,2             |
| –                          | Die Grauen                 | –                  | –                  | 56              | 0,1             |
| –                          | BüSo                       | –                  | –                  | 3               | 0,0             |
| –                          | AD-Demokraten              | –                  | –                  | 59              | 0,1             |
| –                          | Bündnis C                  | –                  | –                  | 41              | 0,1             |
| –                          | BGE                        | –                  | –                  | 44              | 0,1             |
| Beatrice Goldenthal        | Die Violetten              | 239                | 0,5                | 148             | 0,3             |
| –                          | LKR                        | –                  | –                  | 18              | 0,0             |
| –                          | Menschliche Welt           | –                  | –                  | 27              | 0,1             |
| –                          | Die Humanisten             | –                  | –                  | 33              | 0,1             |
| –                          | Gesundheitsforschung       | –                  | –                  | 50              | 0,1             |
| –                          | Tierschutzpartei           | –                  | –                  | 456             | 1,0             |
| –                          | V-Partei³                  | –                  | –                  | 39              | 0,1             |

Neben dem direkt gewählten Wahlkreisabgeordneten Ismail Tipi (CDU) wurden die SPD-Kandidatin Ulrike Alex und der Grünen-Kandidat Frank-Peter Kaufmann über die Landeslisten ihrer jeweiligen Partei gewählt. Tipi verstarb im Februar 2023. Marvin Flatten rückte für ihn nach.

## Wahl 2013
| Gegenstand der Nachweisung | Gegenstand der Nachweisung | Wahlkreis- stimmen | Wahlkreis- stimmen | Landes- stimmen | Landes- stimmen |
| Kreiswahlbewerber/in       | Partei                     | Anzahl             | %                  | Anzahl          | %               |
| -------------------------- | -------------------------- | ------------------ | ------------------ | --------------- | --------------- |
| Wahlberechtigte            | Wahlberechtigte            | 68.085             | 100,0              | 68.085          | 100,0           |
| Wähler                     | Wähler                     | 50.009             | 73,5               | 50.009          | 73,5            |
| Ungültige Stimmen          | Ungültige Stimmen          | 1.645              | 3,3                | 1.413           | 2,8             |
| Gültige Stimmen            | Gültige Stimmen            | 48.364             | 100,0              | 48.596          | 100,0           |
| davon                      |                            |                    |                    |                 |                 |
| Ismail Tipi                | CDU                        | 22.288             | 46,1               | 20.076          | 41,3            |
| Ulrike Alex                | SPD                        | 14.201             | 29,4               | 12.787          | 26,3            |
| Uwe Klein                  | FDP                        | 1.663              | 3,4                | 2.687           | 5,5             |
| Frank-Peter Kaufmann       | GRÜNE                      | 4.475              | 9,3                | 5.383           | 11,1            |
| Barbara Cárdenas Alfonso   | LINKE                      | 2.432              | 5,0                | 2.463           | 5,1             |
| Norbert Jung               | FREIE WÄHLER               | 1.501              | 3,1                | 687             | 1,4             |
| –                          | NPD                        | x                  | x                  | 509             | 1,0             |
| –                          | REP                        | x                  | x                  | 216             | 0,4             |
| –                          | PIRATEN                    | x                  | x                  | 942             | 1,9             |
| –                          | BüSo                       | x                  | x                  | 18              | 0,0             |
| –                          | ADd                        | x                  | x                  | 62              | 0,1             |
| –                          | Die Grauen (AGP)           | x                  | x                  | 46              | 0,1             |
| Hans Joachim Klöpfel       | AfD                        | 1.804              | 3,7                | 2.294           | 4,7             |
| –                          | AVIP                       | x                  | x                  | 33              | 0,1             |
| –                          | LUPe                       | x                  | x                  | 58              | 0,1             |
| –                          | ÖDP                        | x                  | x                  | 70              | 0,1             |
|                            | Die PARTEI                 | x                  | x                  | 247             | 0,5             |
|                            | PSG                        | x                  | x                  | 18              | 0,0             |

Neben Ismail Tipi als Gewinner des Direktmandats sind aus dem Wahlkreis noch Ulrike Alex, Frank-Peter Kaufmann und Barbara Cárdenas Alfonso über die Landesliste in den Landtag eingezogen.

## Wahl 2009
Wahlkreisergebnis der Landtagswahl in Hessen 2009:
| Gegenstand der Nachweisung | Gegenstand der Nachweisung | Wahlkreis- stimmen | Wahlkreis- stimmen | Landes- stimmen | Landes- stimmen |
| Bewerber                   | Partei                     | Anzahl             | %                  | Anzahl          | %               |
| -------------------------- | -------------------------- | ------------------ | ------------------ | --------------- | --------------- |
| Wahlberechtigte            | Wahlberechtigte            | 68.286             | 100,0              | 68.286          | 100,0           |
| Wähler                     | Wähler                     | 42.750             | 62,6               | 42.750          | 62,6            |
| Ungültige Stimmen          | Ungültige Stimmen          | 1.598              | 3,7                | 1.365           | 3,2             |
| Gültige Stimmen            | Gültige Stimmen            | 41.152             | 100,0              | 41.385          | 100,0           |
| davon                      |                            |                    |                    |                 |                 |
| Volker Hoff                | CDU                        | 19.091             | 46,4               | 17.091          | 41,3            |
| Ulrike Alex                | SPD                        | 9.294              | 22,6               | 7.664           | 18,5            |
| Uwe Klein                  | FDP                        | 5.699              | 13,8               | 7.438           | 18,0            |
| Frank-Peter Kaufmann       | GRÜNE                      | 4.647              | 11,3               | 5.559           | 13,4            |
| Barbara Cárdenas Alfonso   | LINKE                      | 1.868              | 04,5               | 2.066           | 05,0            |
| –                          | REP                        | –                  | –                  | 294             | 00,7            |
| –                          | FW                         | –                  | –                  | 586             | 01,4            |
| Steven Haase               | NPD                        | 553                | 01,3               | 375             | 00,9            |
| –                          | PIRATEN                    | –                  | –                  | 266             | 00,6            |
| –                          | BüSo                       | –                  | –                  | 46              | 00,1            |

Neben Volker Hoff als Gewinner des Direktmandats sind aus dem Wahlkreis noch Frank Kaufmann und Barbara Cárdenas Alfonso über die Landeslisten in den Landtag eingezogen. Für Hoff, der sein Mandat zum 9. Oktober 2010 niederlegte, rückte sein Ersatzkandidat Ismail Tipi nach.

## Wahl 2008
| Gegenstand der Nachweisung | Gegenstand der Nachweisung | Wahlkreis- stimmen | Wahlkreis- stimmen | Landes- stimmen | Landes- stimmen |
| Bewerber                   | Partei                     | Anzahl             | %                  | Anzahl          | %               |
| -------------------------- | -------------------------- | ------------------ | ------------------ | --------------- | --------------- |
| Wahlberechtigte            | Wahlberechtigte            | 68.181             | 100,0              | 68.181          | 100,0           |
| Wähler                     | Wähler                     | 44.718             | 65,6               | 44.718          | 65,6            |
| Ungültige Stimmen          | Ungültige Stimmen          | 1.277              | 2,9                | 1.002           | 2,2             |
| Gültige Stimmen            | Gültige Stimmen            | 43.441             | 100,0              | 43.716          | 100,0           |
| davon                      |                            |                    |                    |                 |                 |
| Volker Hoff                | CDU                        | 19.828             | 45,6               | 18.772          | 42,9            |
| Ulrike Alex                | SPD                        | 13.854             | 31,9               | 13.444          | 30,8            |
| Frank-Peter Kaufmann       | GRÜNE                      | 3.376              | 07,8               | 3.112           | 07,1            |
| Uwe Klein                  | FDP                        | 3.640              | 08,4               | 4.468           | 10,2            |
| Sigrid Mägdefessel         | REP                        | 801                | 01,8               | 530             | 01,2            |
| –                          | Tierschutzpartei           | –                  | –                  | 2.35            | 00,5            |
| –                          | BüSo                       | –                  | –                  | 16              | 0,0             |
| –                          | PSG                        | –                  | –                  | 19              | 0,0             |
| –                          | Volksabstimmung            | –                  | –                  | 45              | 00,1            |
| –                          | GRAUE                      | –                  | –                  | 71              | 00,2            |
| Barbara Cárdenas Alfonso   | LINKE                      | 1.623              | 03,7               | 2.056           | 04,7            |
| –                          | Die Violetten              | –                  | –                  | 65              | 00,1            |
| –                          | FAMILIE                    | –                  | –                  | 124             | 00,3            |
| –                          | FW                         | –                  | –                  | 255             | 00,6            |
| Steven Haase               | NPD                        | 319                | 00,7               | 343             | 00,8            |
| –                          | PIRATEN                    | –                  | –                  | 141             | 00,3            |
| –                          | UB                         | –                  | –                  | 20              | 00,0            |

## Wahl 2003
| Gegenstand der Nachweisung | Gegenstand der Nachweisung | Wahlkreis- stimmen | Wahlkreis- stimmen | Landes- stimmen | Landes- stimmen |
| Bewerber                   | Partei                     | Anzahl             | %                  | Anzahl          | %               |
| -------------------------- | -------------------------- | ------------------ | ------------------ | --------------- | --------------- |
| Wahlberechtigte            | Wahlberechtigte            | 68.505             | 100,0              | 68.505          | 100,0           |
| Wähler                     | Wähler                     | 45.432             | 66,3               | 45.432          | 66,3            |
| Ungültige Stimmen          | Ungültige Stimmen          | 1.122              | 2,5                | 810             | 1,8             |
| Gültige Stimmen            | Gültige Stimmen            | 44.310             | 100,0              | 44.622          | 100,0           |
| davon                      |                            |                    |                    |                 |                 |
| Volker Hoff                | CDU                        | 26.128             | 59,0               | 24.311          | 54,5            |
| ?                          | SPD                        | 11.747             | 26,5               | 10.306          | 23,1            |
| Frank-Peter Kaufmann       | GRÜNE                      | 3.855              | 8,7                | 4.327           | 9,7             |
| ?                          | FDP                        | 2.197              | 5,0                | 3.570           | 8,0             |
| –                          | REP                        | –                  | –                  | 572             | 1,3             |
| –                          | Tierschutzpartei           | –                  | –                  | 361             | 0,8             |
| –                          | DIE FRAUEN                 | –                  | –                  | 90              | 0,2             |
| –                          | PBC                        | –                  | –                  | 71              | 0,2             |
| ?                          | DKP                        | 383                | 0,9                | 129             | 0,3             |
| –                          | ödp                        | –                  | –                  | 65              | 0,1             |
| –                          | BüSo                       | –                  | –                  | 23              | 0,1             |
| –                          | FAG Hessen                 | –                  | –                  | 587             | 1,3             |
| –                          | PSG                        | –                  | –                  | 19              | 0,0             |
| –                          | Schill                     | –                  | –                  | 191             | 0,4             |

## Wahl 1999
| Gegenstand der Nachweisung | Gegenstand der Nachweisung | Wahlkreis- stimmen | Wahlkreis- stimmen | Landes- stimmen | Landes- stimmen |
| Bewerber                   | Partei                     | Anzahl             | %                  | Anzahl          | %               |
| -------------------------- | -------------------------- | ------------------ | ------------------ | --------------- | --------------- |
| Wahlberechtigte            | Wahlberechtigte            | 67.056             | 100,0              | 67.056          | 100,0           |
| Wähler                     | Wähler                     | 44.967             | 67,1               | 44.967          | 67,1            |
| Ungültige Stimmen          | Ungültige Stimmen          | 770                | 1,7                | 583             | 1,3             |
| Gültige Stimmen            | Gültige Stimmen            | 44.197             | 100,0              | 44.384          | 100,0           |
| davon                      |                            |                    |                    |                 |                 |
| Volker Hoff                | CDU                        | 23.205             | 52,5               | 22.164          | 49,9            |
| ?                          | SPD                        | 15.157             | 34,3               | 14.609          | 32,9            |
| Frank-Peter Kaufmann       | GRÜNE                      | 2.685              | 6,1                | 2.979           | 6,7             |
| ?                          | F.D.P.                     | 1.429              | 3,2                | 2.322           | 5,2             |
| ?                          | REP                        | 1.601              | 3,6                | 1.469           | 3,3             |
| –                          | Die Tierschutzpartei       | –                  | –                  | 219             | 0,5             |
| –                          | DIE FRAUEN                 | –                  | –                  | 108             | 0,2             |
| –                          | PASS                       | –                  | –                  | 24              | 0,1             |
| –                          | DKP                        | –                  | –                  | 63              | 0,1             |
| –                          | BüSo                       | –                  | –                  | 8               | 0,0             |
| –                          | FWG                        | –                  | –                  | 78              | 0,2             |
| –                          | PBC                        | –                  | –                  | 29              | 0,1             |
| –                          | DHP                        | –                  | –                  | 7               | 0,0             |
| –                          | NATURGESETZ                | –                  | –                  | 45              | 0,1             |
| –                          | ödp                        | –                  | –                  | 73              | 0,2             |
| –                          | NPD                        | –                  | –                  | 48              | 0,1             |
| ?                          | BFB-Die Offensive          | 120                | 0,3                | 139             | 0,3             |

## Wahl 1995
| Gegenstand der Nachweisung | Gegenstand der Nachweisung | Wahlkreis- stimmen | Wahlkreis- stimmen | Landes- stimmen | Landes- stimmen |
| Bewerber                   | Partei                     | Anzahl             | %                  | Anzahl          | %               |
| -------------------------- | -------------------------- | ------------------ | ------------------ | --------------- | --------------- |
| Wahlberechtigte            | Wahlberechtigte            | 66.644             | 100,0              | 66.644          | 100,0           |
| Wähler                     | Wähler                     | 43.822             | 65,8               | 43.822          | 65,8            |
| Ungültige Stimmen          | Ungültige Stimmen          | 851                | 1,9                | 827             | 1,9             |
| Gültige Stimmen            | Gültige Stimmen            | 42.971             | 100,0              | 22.995          | 100,0           |
| davon                      |                            |                    |                    |                 |                 |
| ?                          | SPD                        | 14.826             | 34,5               | 13.907          | 32,3            |
| Volker Hoff                | CDU                        | 20.299             | 47,2               | 18.794          | 43,7            |
| Frank-Peter Kaufmann       | GRÜNE                      | 4.507              | 10,5               | 5.045           | 11,7            |
| ?                          | F.D.P.                     | 1.899              | 4,4                | 3.366           | 7,8             |
| ?                          | ÖDP                        | 355                | 0,8                | 202             | 0,5             |
| –                          | GRAUE                      | –                  | –                  | 141             | 0,3             |
| ?                          | REP                        | 1.013              | 2,4                | 953             | 2,2             |
| –                          | Solidarität                | –                  | –                  | 6               | 0,0             |
| –                          | APD                        | –                  | –                  | 102             | 0,2             |
| –                          | DKP                        | –                  | –                  | 59              | 0,1             |
| ?                          | NPD                        | 72                 | 0,2                | 58              | 0,1             |
| –                          | DHP                        | –                  | –                  | 11              | 0,0             |
| –                          | f.NEP                      | –                  | –                  | 41              | 0,1             |
| –                          | NATURGESETZ                | –                  | –                  | 49              | 0,1             |
| –                          | BFB                        | –                  | –                  | 172             | 0,4             |
| –                          | PBC                        | –                  | –                  | 41              | 0,1             |
| –                          | STATT Partei               | –                  | –                  | 48              | 0,1             |

## Wahl 1991
| Gegenstand der Nachweisung | Gegenstand der Nachweisung | Wahlkreis- stimmen | Wahlkreis- stimmen | Landes- stimmen | Landes- stimmen |
| Bewerber                   | Partei                     | Anzahl             | %                  | Anzahl          | %               |
| -------------------------- | -------------------------- | ------------------ | ------------------ | --------------- | --------------- |
| Wahlberechtigte            | Wahlberechtigte            | 66.347             | 100,0              | 66.347          | 100,0           |
| Wähler                     | Wähler                     | 46.764             | 70,5               | 46.764          | 70,5            |
| Ungültige Stimmen          | Ungültige Stimmen          | 962                | 2,1                | 752             | 1,6             |
| Gültige Stimmen            | Gültige Stimmen            | 45.802             | 100,0              | 46.012          | 100,0           |
| davon                      |                            |                    |                    |                 |                 |
| Werner Osypka              | CDU                        | 21.466             | 46,9               | 20.551          | 44,7            |
| Haidi Streletz             | SPD                        | 17.266             | 37,7               | 15.873          | 34,5            |
| ?                          | GRÜNE                      | 3.441              | 7,5                | 4.309           | 9,4             |
| ?                          | F.D.P.                     | 3.153              | 6,9                | 3.843           | 8,4             |
| –                          | REP                        | –                  | –                  | 887             | 1,9             |
| –                          | DIE GRAUEN                 | –                  | –                  | 244             | 0,5             |
| ?                          | ÖDP                        | 476                | 1,0                | 256             | 0,6             |
| –                          | PBC                        | –                  | –                  | 49              | 0,1             |

## Wahl 1987
|                   | Partei            | Anzahl | %     |
| ----------------- | ----------------- | ------ | ----- |
| Wahlberechtigte   | Wahlberechtigte   | 63.495 | 100,0 |
| Wähler            | Wähler            | 50.893 | 80,2  |
| Ungültige Stimmen | Ungültige Stimmen | 361    | 0,7   |
| Gültige Stimmen   | Gültige Stimmen   | 50.532 | 100,0 |
| davon             |                   |        |       |
| Haidi Streletz    | SPD               | 17.131 | 33,9  |
| Werner Osypka     | CDU               | 23.847 | 47,2  |
| ?                 | F.D.P.            | 3.928  | 7,8   |
| ?                 | GRÜNE             | 5.451  | 10,8  |
| ?                 | DKP               | 175    | 0,3   |

## Wahl 1983
|                                                     | Partei            | Anzahl | %     |
| --------------------------------------------------- | ----------------- | ------ | ----- |
| Wahlberechtigte                                     | Wahlberechtigte   | 60.444 | 100,0 |
| Wähler                                              | Wähler            | 50.554 | 83,6  |
| Ungültige Stimmen                                   | Ungültige Stimmen | 327    | 0,6   |
| Gültige Stimmen                                     | Gültige Stimmen   | 50.227 | 100,0 |
| davon                                               |                   |        |       |
| Werner Osypka                                       | CDU               | 22.011 | 43,8  |
| Haidi Streletz                                      | SPD               | 20.833 | 41,5  |
| Lothar Schönwälder                                  | GRÜNE             | 2.979  | 5,9   |
| Horst-Eberhard Edler von Kiesling auf Kieslingstein | F.D.P.            | 3.810  | 7,6   |
| Günther Dichl                                       | DKP               | 186    | 0,4   |
| Wolfram Siegel                                      | LD                | 225    | 0,4   |
| Manfred Coppik                                      | DS                | 190    | 0,4   |

## Bisherige Abgeordnete
Direkt gewählte Abgeordnete des Wahlkreises Offenbach Land II waren:
| Jahr | Direktkandidat      | Partei | Erststimmen in % |
| ---- | ------------------- | ------ | ---------------- |
| 2023 | Christoph Mikuschek | CDU    | 37,4             |
| 2018 | Ismail Tipi         | CDU    | 34,1             |
| 2013 | Ismail Tipi         | CDU    | 46,1             |
| 2009 | Volker Hoff         | CDU    | 46,4             |
| 2008 | Volker Hoff         | CDU    | 45,6             |
| 2003 | Volker Hoff         | CDU    | 59,0             |
| 1999 | Volker Hoff         | CDU    | 52,5             |
| 1995 | Volker Hoff         | CDU    | 47,2             |
| 1991 | Werner Osypka       | CDU    | 46,9             |
| 1987 | Werner Osypka       | CDU    | 47,2             |
| 1983 | Werner Osypka       | CDU    | 43,8             |